# Nabonidus

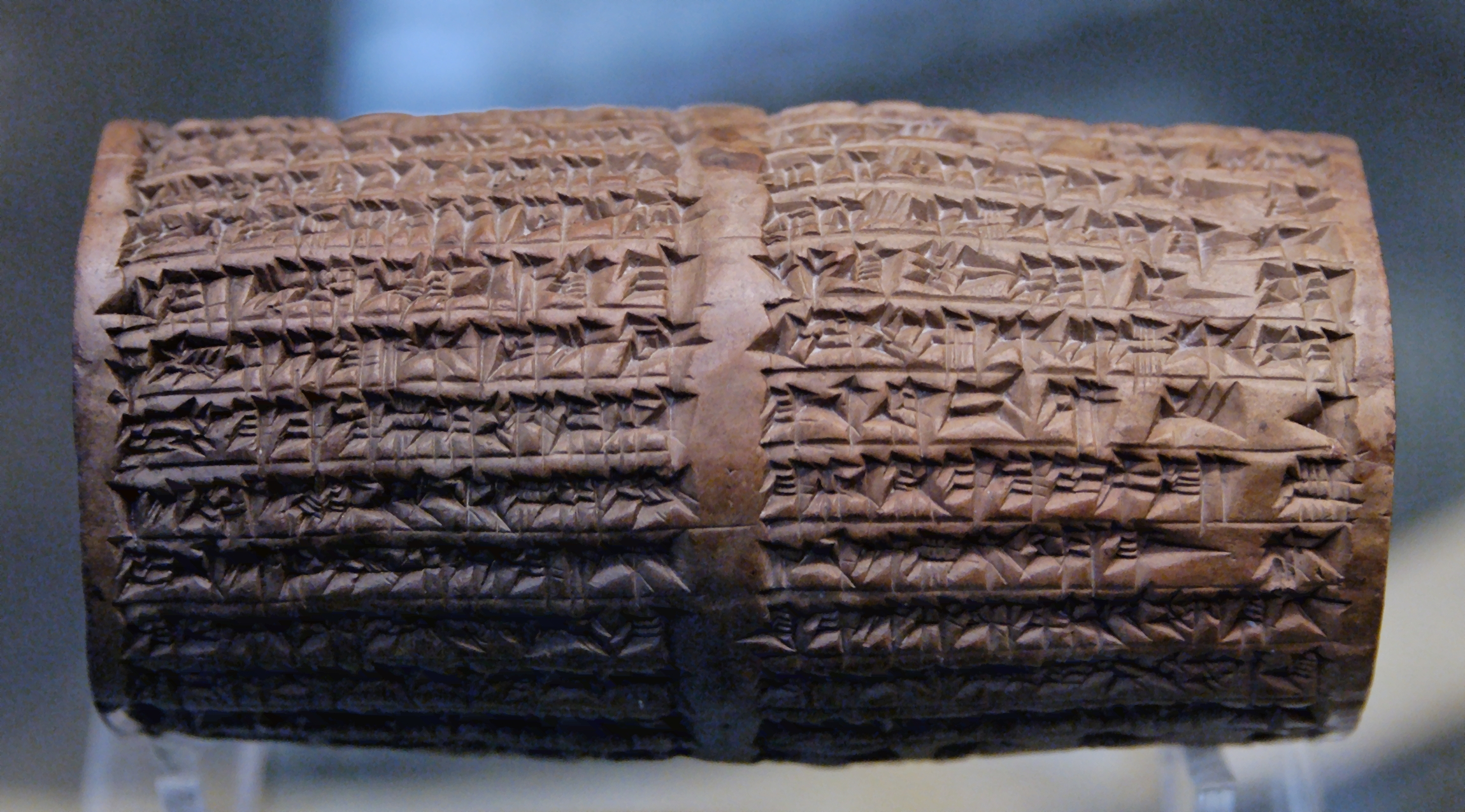
Cylinder med text som beskriver Nabonidus reparation av månguden Sins tempel i Ur

Nabu-na'id eller Nabonidus var den siste kungen av Babylonien mellan 556 och 539 f.Kr..
Den babyloniska guden Nabu blev den främste guden under denna tid, och hans namn ingick i kunganamnen, vid sidan av Marduk och Nergal. Nabonidus föredrog ändå att sätta månguden Sin över de andra babyloniska gudarna, vilket väckte motstånd hos folket. Nabonidus blev slutligen så impopulär att han tillbringade en lång tid i oasen Teima, känd för sin mångud, långt från Babylon.
När så den persiska kungen Kyros II marscherade mot Babylon stötte han på mycket lite motstånd bland folket där, och den välbefästa staden intogs utan strid år 539 f.Kr. Babylonien blev sedan en del av Perserriket.